# Двойной Т-мост (волноводы)
Двойной Т-мост — элемент волноводного тракта, используемый для построения антенных переключателей, направленных ответвителей, систем развязки волноводных трактов в СВЧ диапазоне.
Двойной Т-мост представляет пару сдвоенных Е и Н тройников с фланцами на концах волноводов. При подаче СВЧ мощности в 1 или 4 тракты она делится пополам, поступая в тракты 2 и 3.

## Свойства Т-мостов
Основное свойство мостов — большая (больше 30 дБ) развязка между плечами Е и Н.

## Параметры
- Коэффициент стоячей волны
- Коэффициент развязки между трактами Е и Н.

## Настройка
Настройка Т-мостов по КСВ производится диафрагмами в Е и Н трактах